# ATC代码 (D02)
ATC代码D02（润肤药和护肤药）是解剖学治疗学及化学分类系统的一个药物分组，这是由世界卫生组织药物统计方法整合中心所制定的药品及其它医用产品的官方分类系统。分组D02是D皮肤病的一部分。
兽用代码（ATCvet码）可以在人用ATC代码前加Q字母：QD02等。
国家ATC分类可能包括列表中没有的其它分类，列表为世界卫生组织（WHO）版本。

## D02A 润肤药和护肤药（Emollients and protectives）

### D02AE脲类（Carbamide products）
D02AE01 尿素（Carbamide）
D02AE51 尿素复方（Carbamide, combinations）

## D02B紫外线防护药（Protectives against UV-radiation）

### D02BA 局部用紫外线防护药（Protectives against UV-radiation for topical use）
D02BA01 氨苯甲酸（Aminobenzoic acid）
D02BA02 奥西诺酯（Octinoxate）

### D02BB 系统用紫外线防护药（Protectives against UV-radiation for systemic use）
D02BB01 β-胡萝卜素（Betacarotene）